# トヨタ・FT-CH
トヨタ・FT-CHとは、トヨタ自動車が2010年に行われた北米国際オートショーにて初公開した小型ハイブリッドカーのコンセプトカーである。
2011年12月に初代トヨタ・アクア（一部の国を除く海外名：トヨタ・プリウスC）として市販化した。

## 概要
トヨタ自動車はこれまでにプリウスをはじめとして、エスティマハイブリッドやクラウンハイブリッドなどの、比較的大型な車種のハイブリッドを発売してきたが、このFT-CHは全幅が1,695mmであり、日本の5ナンバーサイズに収まるほどコンパクトなハイブリッドカーである。
トヨタ自動車のホームページでは、「『圧倒的な環境性能』を追求しながら『走る楽しさ』との両立を目指したコンパクトクラスのハイブリッド専用車」と紹介されている。
デザインは、ED2(ヨーロッパデザインディベロップメント、通称EDスクエア)によるもので、ハイブリッドシステムの詳細は公表されていないが、リチウムイオン電池を搭載する予定とのこと。